# Hiroyuki Kiyokawa
Hiroyuki Kiyokawa (født 3. juni 1967) er en tidligere japansk fodboldspiller og træner.
Han har spillet for flere forskellige klubber i sin karriere, herunder Kashiwa Reysol.
Han har tidligere trænet Roasso Kumamoto.